# 武田護信
武田 護信（たけだ もりのぶ、安永8年（1779年） - 安政5年9月17日（1858年10月23日））は、江戸時代後期の高家旗本。高家旗本武田信明の長男。生母は長沢氏。通称は虎之助、織部。
天明8年（1788年）12月2日、父信明の死去により家督を相続する。表高家衆に列したものの、生涯高家職に就くことはなかった。寛政8年（1796年）8月15日、将軍徳川家斉に御目見する。文化5年（1808年）4月6日、隠居して養子信典に家督を譲り、以後鼎山と称する。安政5年（1858年）9月17日死去、享年80。
正室は柳沢吉里（護信の曾祖父にあたる）の七男青木信周の娘かた。かたは、大塩平八郎の乱に際し反乱に加わった小泉淵次郎の親類であり、調査対象になったものの、お構い無しとされた。嗣子がなかったため、守山藩主松平頼亮の三男信典を養子に迎えた。